# اونی پلینن
اونی پلینن (فنلاندی: Onni Pellinen; ۱۴ فوریهٔ ۱۸۹۹ – ۳۰ اکتبر ۱۹۵۰) کشتی‌گیر اهل فنلاند بود.